# Ilość
Ilość – wielkość czegoś co może być mierzone i/lub ważone; czego może być mniej lub więcej. W mowie potocznej bywa zastępowane przez słowo „wielkość”, a często też błędnie słowem „liczba” (niepoprawne sformułowania to np. „liczba wody” zamiast ilość wody czy „ilość osób” zamiast „liczba osób”; rzeczownik „liczba” łączy się z nazwami rzeczy policzalnych, „ilość” zaś – niepoliczalnych.).
Pojęcie ilości jest stosowane m.in. w fizyce (np. ilość energii, ilość ciepła) czy matematyce (np. ilość informacji).
W filozofii ilość jest przeciwieństwem jakości.